# Muruwari
Muruwari (också Muruwarri, Murawari, Murawarri) är ett australiskt aboriginskt språk i Nya Sydwales och Queensland. Muruwari tillhör de pama-nyunganska språken.
Språkets namn, Muruwari, betyder, 'att falla med en krigsklubba (murru) i handen'. 
Muruwarifolket var en viktig grupp som bebodde ett område i Australien ungefär från Cunnamulla i sydvästra Queensland och söderut mot Barwon Rivers norra bank i New South Wales. Muruwari-området omfattade en gång i tiden städerna och landområdena Barringun, Enngonia, Weilmoringle, Milroy, Mundiwa, Warraweena, Goomballie, Fords Bridge, Yantabulla och Warroo i New South Wales samt Caiwarro, Tinninburra, Weela, och Mulga Downs i Queensland.
Muruwari-talarnas ättlingar bor numera mest i Sydney, Brisbane och Alice Springs samt i mindre städer i New South Wales och Queensland såsom Brewarrina, Goodooga, Enngonia, Weilmoringle, Bourke, Cunnamulla och Charleville.